# ASA Sceaux
L'ASA Sceaux est un club français de basket-ball. Il est basé dans la ville Sceaux.

## Historique
Le club a appartenu à l'élite: Nationale 1B, puis Pro A durant la saison 1993 - 1994.
Durant cette saison l'équipe évolua à l'agora d’Évry, et après avoir décroché le maintien en fin de saison elle fut reléguée pour raison financières.

## Palmarès
- Champion de France de Nationale 1B (actuelle Pro B) : 1993
- Champion de France de Nationale masculine 1 : 1989
- Champion de France Junior : 1984
- Vice Champion de France junior : 1988
- Vice Champion de France de nationale masculine 2 : 1986

## Entraîneurs successifs
- Chris Singleton Janvier 2012- Janvier 2023
- Jacky Renaud 1982 ? - 1988
- Alain Weisz 1990 - 1994
- Franck Le Goff
- Eric Salles

## Joueurs célèbres ou marquants
- Hervé Dubuisson
- Moustapha Sonko
- Patrick Millavet
- Graylin Warner
- Sami Driss
- Adrien Moerman
- Franck Salles
- Andy Graham
- Hervé Chambres
- Daniel Owen
- Richard Batum
- Jean-François Trocellier
- Winston Crite
- Louis Tsoungui